# Piqua (Kansas)
Piqua ist eine gemeindefreie Ansiedlung und ein Census-designated place in Woodson County im US-Bundesstaat Kansas. Der Ort wurde 1882 gegründet, als dort eine Eisenbahnlinie in der Nähe errichtet wurde. Er liegt am U.S. Highway 54. Das U.S. Census Bureau hat bei der Volkszählung 2020 eine Einwohnerzahl von 90 ermittelt.
Der berühmte Komiker Buster Keaton wurde in Piqua geboren, als seine Eltern mit einer reisenden Medicine Show dort auftraten. In Piqua steht auch das Buster Keaton Memorial Museum.